# Jadwiga Strokowa
Jadwiga Strokowa z domu Sas Zubrzycka, ps. „Jadwiga z Łobzowa”, „Jan Swierk” (ur. 1854 w Tłustem, zm. 29 sierpnia 1916 w Rabce) – działaczka społeczna, nauczycielka i poetka. 

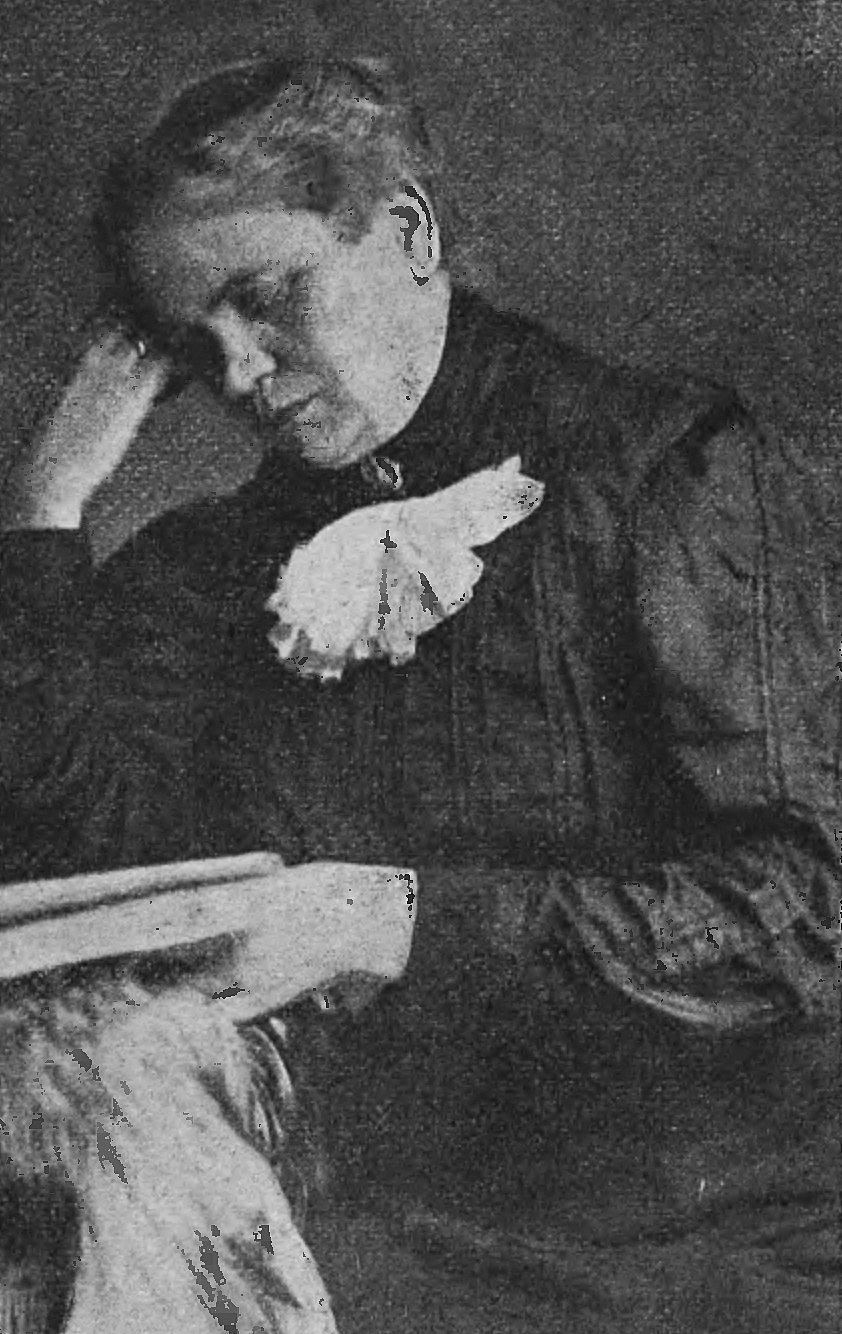
Jadwiga Strokowa

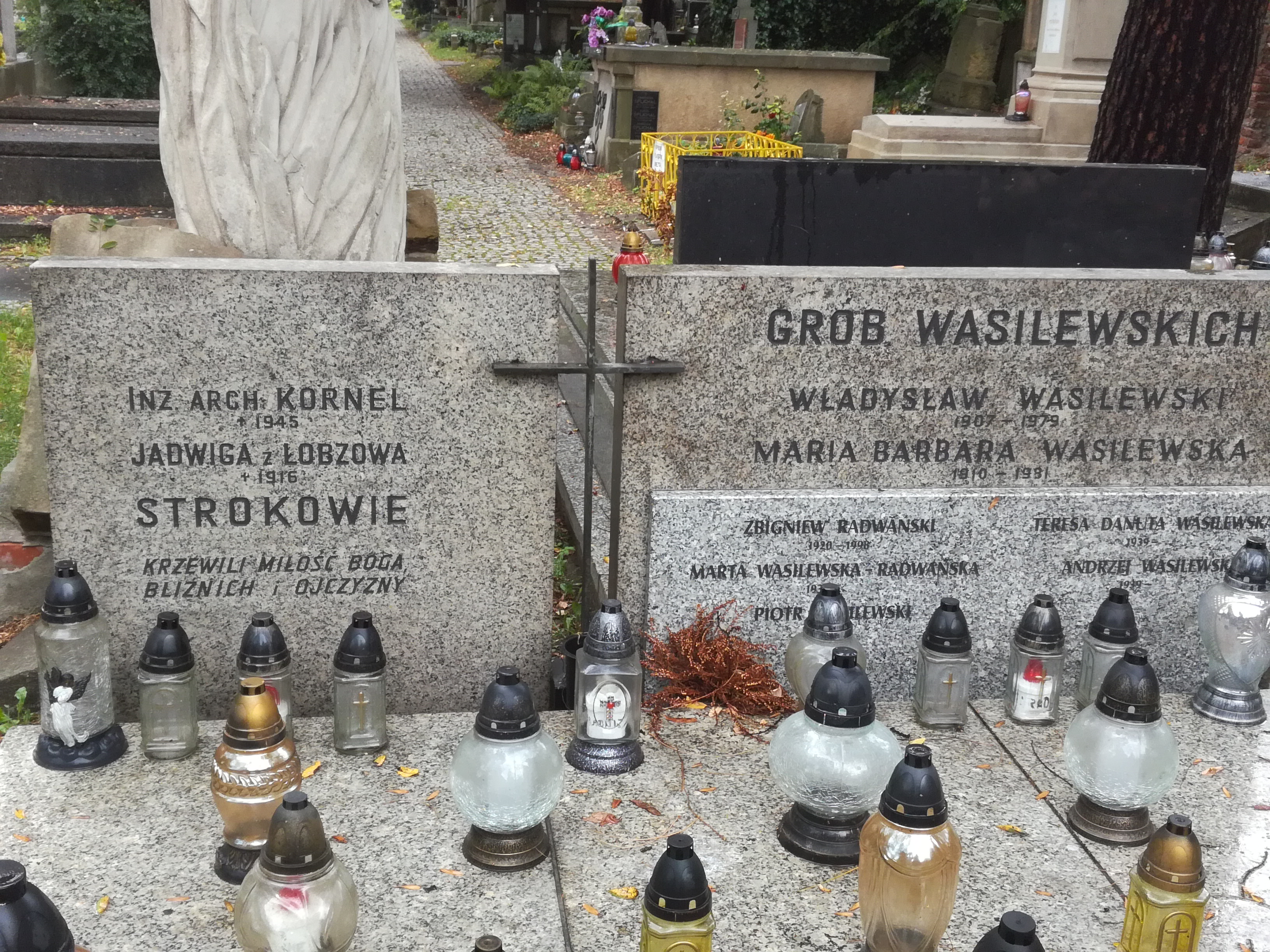
Grób Jadwigi Strokowej

## Życiorys
Była córką Marcelego (1817–1882), nauczyciela ludowego, uczestnika Wiosny Ludów na Węgrzech i powstańca styczniowego oraz Wiktorii z Zubrzyckich (1829–1896). Jej bratem był architekt Jan Sas-Zubrzycki. Uczyła się w seminarium nauczycielskim we Lwowie (1875–1882), gdzie po przerwie spowodowanej problemami materialnymi złożyła maturę i egzamin końcowy. Następnie pracowała jako nauczycielka na przedmieściu Halickim we Lwowie a potem w Łanowicach koło Sambora. Zapewne od tego czasu związała się z Apostolstwem Modlitwy, w którym działała przez trzydzieści lat. Od ok. 1890 była nauczycielką w Łobzowie, pod Krakowem. Jej mężem był inżynier architekt i inspektor budowlany magistratu krakowskiego, Kornel Stroka. Działała na rzecz oświaty wśród kobiet wiejskich, była członkinią  Towarzystwa Szkoły Ludowej i wraz z Adamem Asnykiem założyła pierwszą czytelnię towarzystwa. Następnie pełniła od 1912 funkcję członkini Zarządu Głównego TSL i była przewodniczącą krakowskiego oddziału Towarzystwa. Udzielała się jako publicystka, współpracując m.in. ze "Szkołą" „Nową Reformą”, „Kurierem Lwowskim”, „Gazetą Ludową”, „Katolikiem” oraz pismami dla dzieci: „Światełkiem”, „Młodym Wiekiem”. Była redaktorką naczelną „Polskiego Ludu” i krakowskiego czasopisma „Nauczycielka”. Jednocześnie była zaangażowana w działalność w ruchu kobiecym. Chora na cukrzycę, dla podratowania zdrowia zamieszkała w 1914 w Rabce.
Podczas I wojny światowej wydawała utwory o treści patriotycznej i antyrosyjskiej. Była pierwszą przewodniczącą Ligi Kobiet Galicji i Śląska (czerwiec 1915 – czerwiec 1916) Zrezygnowała ze względu na stan zdrowia. Jej pogrzeb odbył się 1 września 1916 w Rabce. Pochowana na cmentarzu Rakowickim (kwatera LC, rząd płn.)

## Twórczość
Była autorką niezwykle płodną, wydała 104 tomiki poezji i prozy. Opracowała książkę pt. „Polacy” będącą popularną wersją historii Polski od czasów najdawniejszych do współczesności. Napisała wiele krótkich opowiadań i gawęd o treści patriotycznej i historycznej dla dzieci. Była autorką obrazków scenicznych dla teatrzyków amatorskich i szkolnych dotyczących historii Polski, a także broszur biograficznych o sławnych Polakach (m.in. o Naruszewiczu, Lelewelu i Mickiewiczu). Wydała też zbiór legend i baśni ludowych. Duża część jej twórczości przeznaczona była głównie dla chłopów i dzieci wiejskich. Swoje utwory wydawała na ogół własnym nakładem, a w r. 1903 założyła w tym celu "Bibliotekę „Jadwigi z Łobzowa”, w której (do r. 1922) opublikowano siedemdziesiąt tomików jej autorstwa w nakładzie ponad 215 tys. egzemplarzy. W 1951 wszystkie jej utwory zostały wycofane z polskich bibliotek oraz objęte cenzurą.  

## Wybrane publikacje
- W niewoli. Zbiór wierszy. W 500 rocznicę założenia Akademii Jagiellońskiej w Krakowie (1900)[12]
- Coś dziwnego. Wesołe wierszyki i powiastki (1907)
- Krakowiaczek ci ja (1907)
- U bram Krakowa (1908)
- Pójdę ja, pójdę. Dzieciom polskim (1908)
- Jak ja się bawiła (1909)

## Upamiętnienie
Jej imieniem nazwano ulicę w Bronowicach w Krakowie.